# Tauese Sunia
Tauese Tuailemafua Pita Fiti Sunia (Fagatogo, 29 agosto 1941 – Oceano Pacifico, 26 marzo 2003) è stato un politico samoano americano.
Dal gennaio 1997 alla morte, avvenuta nel marzo 2003, è stato il governatore delle Samoa Americane. Rappresentante del Partito Democratico, è stato vice-governatore delle Samoa Americane dal gennaio 1993 al gennaio 1997 con A. P. Lutali alla guida dell'arcipelago.